# Tamati Ellison
Pour les articles homonymes, voir Ellison.
Pas d'image ? Cliquez ici

a Compétitions nationales et continentales officielles uniquement.

b Matchs officiels uniquement.
Dernière mise à jour le 25 avril 2024.
Tamati Ellison, né le 1er avril 1983 à Wellington (Nouvelle-Zélande), est un joueur de rugby à XV international néo-zélandais, capable d'évoluer à tous les postes de la ligne de trois-quart.
Il est le petit fils de l'ancien All Black Vincent Bevan (en). Il est également le frère aîné de Jacob Ellison (en) et Leon Ellison, eux aussi joueurs professionnels de rugby à XV.

## Carrière

### En club
Tamati Ellison commence le rugby aux côtés de ses frères avec le club amateur de Northern United de Porirua dans le championnat de la région de Wellington.
Il commence sa carrière professionnelle en 2003 avec la province de Wellington en NPC. Il joue son premier match lors de la finale du championnat, contre Auckland lorsqu'il remplace Christian Cullen pour les dernières minutes du match. Il devient ensuite un joueur régulier de cette équipe grâce à sa polyvalence. En juin 2005, il remplaçant lors de la rencontre entre sa province et les Lions britanniques dans le cadre de leur tournée en Nouvelle-Zélande, mais n'entre pas en jeu.
Au cours de la saison 2005 de Super Rugby, il est appelé en cours de saison par la franchise des Blues. Il joue son unique match de la saison le 13 mai 2005 contre les Waratahs.
La saison suivante, il retourne dans sa région natale pour jouer avec les Hurricanes, avec il évolue pendant cinq saisons. Avec cette équipe, il joue à de nombreux postes et est régulièrement remplaçant en raison de sa polyvalence,.
Cherchant à mettre sa famille à l'abri financièrement, il rejoint en 2010 le championnat japonais et le club des Ricoh Black Rams pour un contrat de trois saisons,.
En 2012, tout en continuant à jouer pour les Black Rams, il rejoint la franchise des Highlanders en Super Rugby pour deux saisons. Il fait également la province d'Otago, avec qui il dispute la saison 2012 de NPC,.
À la fin de son contrat, il quitte à nouveau la Nouvelle-Zélande pour l'Australie, et signe un contrat d'une saison avec les Melbourne Rebels, toujours en Super Rugby,. Avec cette équipe, il devient rapidement un cadre de l'équipe en se fixant au poste de centre, et prolonge son contrat pour deux saisons supplémentaires,. Il quitte la franchise à l'issue de la saison 2016.
Il continue à évoluer avec les Black Rams jusqu'en 2018, avant de jouer pendant deux saisons avec le club de Kurita Water Gush (en) en Top Challenge League (D2 japonaise). Il occupe un rôle d’entraîneur-joueur, et évolue aux côtés de ses frères Jacob et Leon, ainsi que de l'ancien Wallaby Wycliff Palu,.

### En équipe nationale
Tamati Ellison joue avec l'équipe de Nouvelle-Zélande des moins de 19 ans (en), avec qui il remporte le championnat du monde junior 2002 en Italie. Il joue ensuite deux années avec les moins de 21 ans (en), et remporte les championnats du monde 2003 et 2004,.
Il rejoint l'équipe de Nouvelle-Zélande de rugby à sept en 2005, et joue pendant deux saisons avec équipe, remportant notamment les Jeux du Commonwealth en 2006.
En 2006, il est sélectionné avec les Junior All Blacks (sélection espoir de Nouvelle-Zélande) pour participer à la première édition de la Pacific Nations Cup. Il dispute ensuite cette même compétition l'année suivante avec les Māori de Nouvelle-Zélande, avant de jouer l'édition 2009 avec les Juniors All Blacks en tant que capitaine,. Il remporte à chaque fois la compétition.
En juin 2009, il est sélectionné pour la première fois avec les All Blacks par Graham Henry pour participer au Tri-nations 2009. Il n'est cependant pas utilisé. Il est rappelé quelques mois plus tard pour la tournée d'automne en Europe. Il connait sa première sélection le 14 novembre 2009 à l’occasion d’un match contre l'équipe d'Italie à Milan. La semaine suivante, il est sur le banc pour un match contre l'Angleterre, mais n'entre pas en jeu. Toujours lors de cette tournée, il joue une rencontre considérée comme non officielle contre les Barbarians le 5 décembre 2009.
En 2010, son départ au Japon le rend non-sélectionnable avec les All Blacks, ce qui lui fait manquer la Coupe du monde 2011.
De retour en Nouvelle-Zélande en 2012, il est à nouveau éligible et il est rappelé en sélection par le nouveau sélectionneur Steve Hansen à l'occasion de la tournée de juin 2012. Il dispute trois rencontres lors de cette année, dont une en Rugby Championship contre l'Afrique du Sud,.
Son nouvel exil en 2014 met un terme, cette fois définitif, à sa carrière internationale après seulement quatre sélections,.

## Carrière d'entraîneur
Après avoir mis un terme à sa carrière de joueur, Tamati Ellison est annoncé comme l'entraîneur des trois-quarts des Kanaloa Hawaï, un projet d'équipe hawaïenne devant rejoindre le championnat américain MLR à partir de 2021. Cependant, ce projet tombe finalement à l'eau, faute d'un accord financier avec les organisateurs du championnat.
Il rejoint finalement son ancienne province de Wellington, pour qui il devient l'entraîneur des trois-quarts pour la saison 2020 de NPC.
En 2021, il rejoint la franchise des Crusaders, entraînée par Scott Robertson, en tant que spécialiste de défense pour la saison 2021 de Super Rugby. Après une saison où son équipe remporte le Super Rugby Aotearoa, son contrat est prolongé pour une saison de plus.
En décembre 2023, il est annoncé qu'il suit Scott Robertson en rejoignant le staff de l'équipe de Nouvelle-Zélande en tant qu'entraîneur adjoint spécialiste de la technique individuelle, tout en continuant d'exercer auprès des Crusaders en parallèle.

## Palmarès

### En club et province
- Finaliste du NPC 2003, 2004, 2006, 2007, 2008 et 2009 avec Wellington.
- Finaliste du Super Rugby en 2006 avec les Hurricanes.

### En équipe nationale

#### en rugby à XV
- Vainqueur du championnat du monde des moins de 19 ans en 2002.
- Vainqueur du championnat du monde des moins de 21 ans en 2003 et 2004.
- Vainqueur de la Pacific Nations Cup en 2006, 2008 et 2009.
- Vainqueur du Rugby Championship en 2012.

#### en rugby à sept
- Vainqueur de l'IRB Sevens World Series en 2006.
- Vainqueur des Jeux du Commonwealth en 2006.
- Finaliste de la Coupe du monde de rugby à sept en 2005.

## Statistiques
Tamati Ellison compte 4 capes en équipe de Nouvelle-Zélande, dont deux en tant que titulaire, depuis le 14 novembre 2009 contre l'équipe d'Italie à Milan.
Il participe à une édition du Rugby Championship, en 2012. Il dispute une rencontre dans cette compétition.